# María Teresa Rejas Rodríguez
María Teresa Rejas Rodríguez (Cáceres, 29 de julho de 1946) é uma professora e política espanhola. Foi a terceira presidente da Assembleia da Estremadura, de 1995 a 1997.
É licenciada em filologia pela Universidade da Estremadura e pedagoga. Militante da Esquerda Unida (em castelhano: Izquierda Unida), foi deputada à Assembleia da Estremadura pela província de Cáceres de forma ininterrupta desde 1992 até 2007, tendo ocupado a presidência daquele órgão de 4 de julho de 1995 a 21 de outubro de 1997.